# Butch und Femme

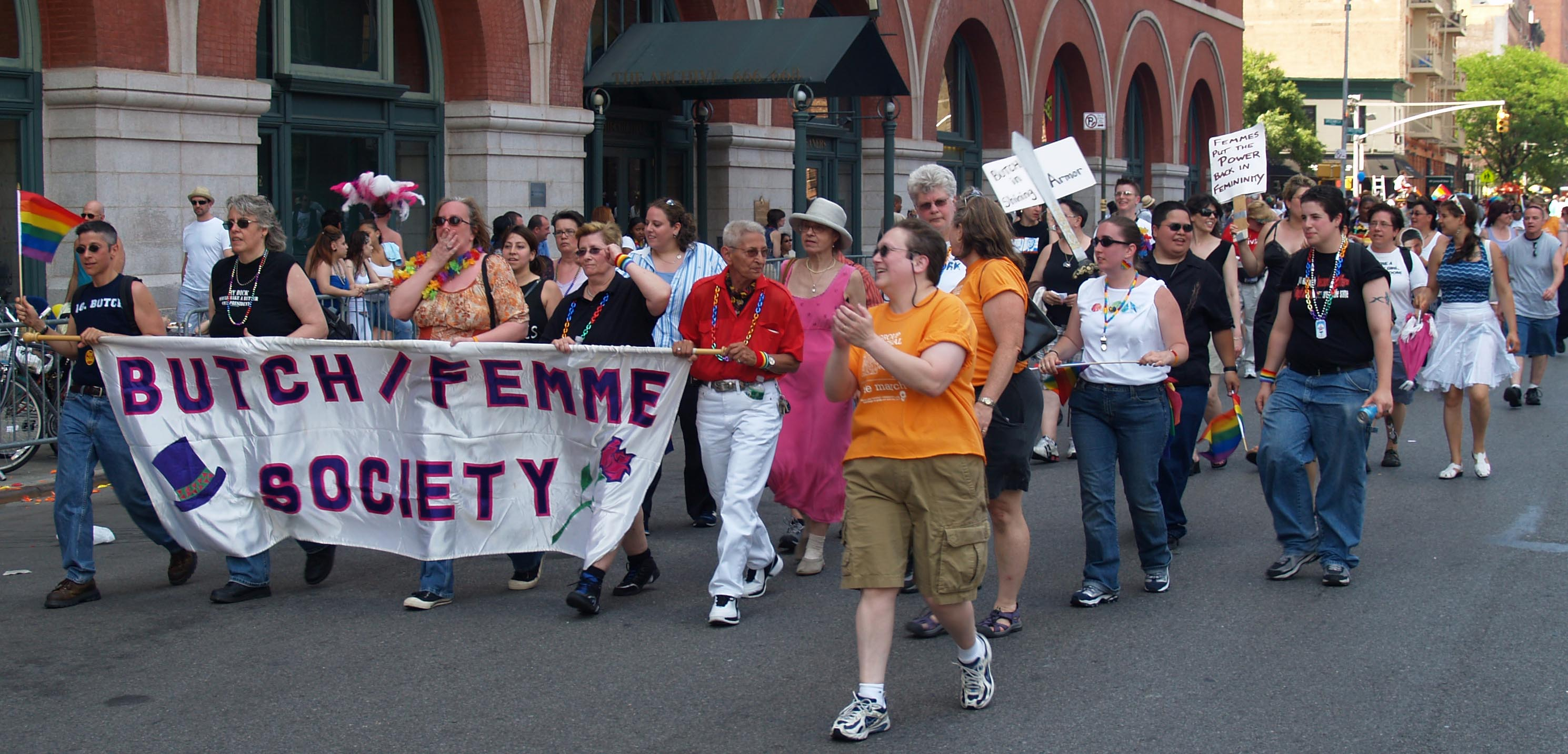
Die Butch/Femme Society auf dem Gay Pride in New York City.

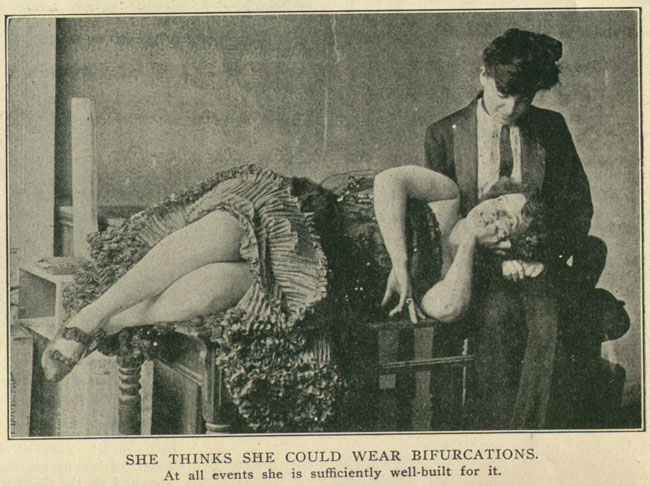
“She Thinks She Could Wear Bifurcations”, 6. Juni 1903

Unter Butch [bʊtʃ] (englisch ‚maskulin‘) und Femme [fam] (französisch ‚Frau‘) / Fem [fem] (englisch) wird ein erotisches Begehren von Differenz zwischen nicht-heterosexueller Femininität und Maskulinität in lesbischen und queeren Beziehungen verstanden. 
Im Englischen wird „butch“ auch als Adjektiv verwendet. Es wird in schwulen US-Kontexten als Markierung von schwuler (Hyper-)Maskulinität angewandt.

## Frauen, Lesben, queere Identitäten
Die Bezeichnungen Butch und Femme werden vor allem zur Selbstdefinition und als erotisches Selbstverständnis und Begehren verwendet, um eine erotische und sexuelle Dynamik und Anziehung zwischen queerem/lesbischem Genderausdruck von Femininität und Maskulinität zu kennzeichnen. Außenstehende sehen in diesem Begehren von Gender- und erotischer Differenz häufig vermeintliche Klischees von traditioneller und nicht hinterfragter Weiblichkeit und Männlichkeit erfüllt, da bei Homosexualität in der Regel ein sexuelles und erotisches Begehren von Gleichheit impliziert ist, sie bei Butch/Femme jedoch auf Unterschiedlichkeit der Partnerinnen gerichtet ist. Die große Vielfalt nicht-heterosexueller Begehrensformen ist bislang im medialen und sozialen Alltag unterrepräsentiert und bleibt unbeachtet, siehe hierzu Heteronormativität.
Die sich feminin inszenierende lesbische oder queere Femme wird vielfach, im Alltag und auch innerhalb lesbischer, queerer Szenen, als heterosexuell verkannt und damit unsichtbar in ihrem Genderausdruck und ihrem sexuellen Begehren, was wiederum auf einen tiefsitzenden Heterosexismus verweist. Ihr kann das weibliche Geburtsgeschlecht zugewiesen worden sein oder auch das männliche, das heißt, sich als Trans*Femme definieren. Eine maskulin auftretende, nicht-heterosexuelle weibliche Person erfährt ebenfalls sexistisch-stereotypisierende Abwertungen, indem ihr beispielsweise abgesprochen wird, sich im Spektrum von Weiblichkeit zu erleben (sofern sie sich nicht als trans* identifiziert) und ihr andererseits unterstellt wird, „männliche Privilegien“ zu haben oder erlangen zu wollen. Butch/Femme als erotische Bezogenheit ist nicht die einzige oder exklusive Konstellation: So gibt es nicht selten Beziehungen wie Butch/Butch oder Femme/Femme.
Als Butch wird ursprünglich im US-/englischsprachigen Kontext eine in Körpersprache und Kleidungsstil maskulin wirkende weibliche, nicht-heterosexuelle Person bezeichnet, die nicht den heterosexuell tradierten Weiblichkeitsidealen im angloeuropäischen Kontext entspricht. Veraltete deutschsprachige Entsprechungen sind Kesser Vater bzw. KV (deutschsprachige Selbstbezeichnungen des 20. Jahrhunderts, insbesondere in der homosexuellen Barkultur der 1920er Jahre in Berlin) oder auch viril (vorwiegend Fremdbezeichnung in Sexualmedizin des 19. Jahrhunderts, siehe Richard von Krafft-Ebing, Magnus Hirschfeld). Diese Person kann sich als weiblich und/oder als trans* wahrnehmen, ebenso ihr Begehren als lesbisch oder als queer. Es kann ein weiblicher Artikel (die Butch) oder ein männlicher Artikel (der Butch) bevorzugt werden. Der historische Typus des Kessen Vaters zeigte sich bereits in den 1920er und 1930er Jahren, etwa in Fotografien von Man Ray. Dyke ist eine seit den 1970er Jahren im US-Kontext verwendete positive Selbstbezeichnung, auch bei Femmes und Butches. In der englischsprachigen Gayszene wird butch auch als beschreibendes Adjektiv verwendet.
Das Thema Butch und female masculinity wurde vor allem im poststrukturalistischen Kontext theoretisch rezipiert, so etwa bei Judith Butler, Jack Halberstam oder Paul B. Preciado.

## Der schwule Macho
Besonders in der englischsprachigen Schwulenszene hat Butch verschiedene Bedeutungen. Das Adjektiv butch beschreibt männliche Erscheinung und männliches Auftreten. Das Substantiv Butch bezeichnet einen Mann, der die männliche Rolle spielt, sei es sozial oder sexuell. (Sexuell wird heute sowohl in der englischen als auch in der deutschen Szene vermehrt die Bezeichnung Top verwendet.) Ein „butcher“ Homosexueller sieht somit maskulin aus und agiert maskulin – betont maskulin. Er ist das totale Gegenstück zu effeminiertem Verhalten und Aussehen, zur Tunte.
In den USA war das stärkste Auftreten Ende der 1970er Jahre. Nachdem in den 1950ern effeminierte Männer das Bild der Homosexuellenbars geprägt hatten und selbst unauffällige Homosexuelle ein Repertoire hatten, welches sie untereinander ironisch akzentuiert einsetzten, man häufig zwischen „aktiver“ und „passiver“ Rolle unterschied, sich damit den vorgegebenen Skripten der Mehrheitsgesellschaft anpasste und die Homophilenbewegung Unauffälligkeit und totale Anpassung für die Öffentlichkeit propagierte, hatte man durch die Ereignisse um Stonewall 1969 und den sich verbreitenden Gay Pride, das homosexuelle Selbstbewusstsein, mehr Freiheiten. Man konnte es in der Öffentlichkeit zeigen, aber auch ablegen, und „alle machten alles“. (Ähnliches passierte in Amsterdam schon nach 1953/1955.) Das Pendel schlug sogar in die Gegenrichtung aus, und es wurde ein aus historischer Sicht gesehen notwendiges Gegenklischee entlang der traditionellen Vorgaben über Maskulinität aufgebaut, welches sowohl die alten Vorurteile der Gesellschaft als auch jene in den eigenen Köpfen zerstören sollte. Es entwickelte sich eine Hypermaskulinität gegenüber dem damaligen durchschnittlichen Männlichkeitsideal, und dabei handelte es sich oft um dieselben Menschen wie früher. Namentlich benannt ist der Castro-Clone und aus der Szene heraus in den Mainstream gelangten als sichtbarstes Zeichen die Village People, auch wenn der Mainstream um den Hintergrund meist nicht wusste. In den 1980ern normalisierte sich die Lage wieder. Im deutschsprachigen Raum setzte dies später ein und entwickelte sich auch anders.